# Длиннохвостый тиранн
Длиннохвостый тиранн (лат. Colonia colonus) — южноамериканский вид воробьинообразных птиц из семейства тиранновых (Tyrannidae), выделяемый в монотипический род Colonia. Длина самца — 23-25 см, самки — 18-20 см. Масса тела около 15 г. Два центральных рулевых пера очень длинные, достигают 10-12 см у самцов и 5-9 см у самок.
Обычно птицы издают сухой повышающийся «тувии», часто сопровождающийся лёгкими ударами хвоста. Его естественная среда обитания субтропические или влажные тропического леса и низменности.

## Подвиды
Международный союз орнитологов выделяет 5 подвидов:
- Colonia colonus leuconota — от юго-востока Гондураса и востока Никарагуа южнее в западную Колумбию и западный Эквадор[1];
- Colonia colonus fuscicapillus — восточные колумбийские Анды, север Эквадора и крайний северо-восток Перу (устье реки Курарай)[1];
- Colonia colonus poecilonota — юго-восток Венесуэлы (южные побережья реки Ориноко и Амасонас) и Гвиана[1];
- Colonia colonus niveiceps — юго-восток Эквадора, Перу (Сан-Мартин и север Пуно) и север Боливии (Кочабамба)[1];
- Colonia colonus colonus — центральная и восточная Бразилия, восток Парагвая и северо-восток Аргентины (Мисьонес)[1];